# Tillatoba
Tillatoba é uma cidade  localizada no estado americano de Mississippi, no Condado de Yalobusha.

## Demografia
Segundo o censo americano de 2000, a sua população era de 121 habitantes.

## Geografia
De acordo com o United States Census Bureau tem uma área de
2,6 km², dos quais 2,6 km² cobertos por terra e 0,0 km² cobertos por água. Tillatoba localiza-se a aproximadamente 94 m acima do nível do mar.

## Localidades na vizinhança
O diagrama seguinte representa as localidades num raio de 28 km ao redor de Tillatoba.